# Robert Schimke
Pour les articles homonymes, voir Schimke.
Robert Tod Schimke (25 octobre 1932 - 6 septembre 2014) est un biochimiste américain et chercheur sur le cancer.

## Parcours
Il est né à Spokane, Washington, fils d'un dentiste et d'une femme au foyer. Il obtient un diplôme de premier cycle de l'Université Stanford en 1954 et un diplôme de médecine en 1958.
De 1958 à 1960, il effectue un stage et une formation en résidence au Massachusetts General Hospital. De 1960 à 1966, il sert dans le service de santé publique des National Institutes of Health, où il a travaillé sur la façon dont les changements alimentaires affectent les enzymes contrôlant le cycle de l'urée chez les rats. En 1966, il retourne à Stanford où, de 1969 à 1972, il siège au conseil d'administration de la faculté de pharmacologie et, de 1978 à 1982, il est président du département de biologie.
À Stanford, il examine les effets des hormones stéroïdes sur la synthèse de certaines protéines, ce qui conduit à de nouvelles techniques de génie génétique. En 1977, il (avec le doctorant Fred Alt) découvre le phénomène d'amplification génique dans les cellules de mammifères. Cette découverte a une grande importance pour la recherche sur le cancer, par exemple pour comprendre l'instabilité génétique des cellules cancéreuses et les mécanismes par lesquels les cellules cancéreuses peuvent résister à la chimiothérapie. Le mécanisme a également trouvé des applications en biotechnologie, par exemple dans la production de protéines, dont l'érythropoïétine, dont il a aidé à développer une version commerciale.
Plus tard, il étudie les mécanismes de régulation dans les cellules, y compris la régulation de l'apoptose. Il est professeur de recherche de l'American Cancer Society et plus tard professeur émérite à Stanford.
En 1985, il reçoit le prix Alfred P. Sloan, Jr. pour la recherche sur le cancer. Il est membre de l'Académie nationale des sciences, de l'Institut de médecine et de l'Académie américaine des arts et des sciences. Il est président de la Société américaine de biochimie et de biologie moléculaire.
En 1995, il est blessé lorsqu'une voiture heurte son vélo. Il survit à l'accident, mais doit utiliser un fauteuil roulant pour le reste de sa vie. Après l'accident, il se concentre sur son art, en particulier la peinture.
En 2009, la Stanford School of Medicine reconnait ses nombreuses contributions en lui attribuant le JE Wallace Sterling Lifetime Achievement Award.